# Wild Nights with Emily
Wild Nights with Emily es una película estadounidense de comedia biográfica, escrita y dirigida por Madeleine Olnek. Es protagonizada por Molly Shannon como Emily Dickinson, así como por Amy Seimetz, Susan Ziegler, Brett Gelman, Jackie Monahan, Kevin Seal, Dana Melanie, Sasha Frolova, Lisa Haas y Stella Chesnut. 
Tuvo su estreno mundial en South by Southwest el 11 de marzo de 2018. Fue estrenada el 12 de abril de 2019 por Greenwich Entertainment. 

## Sinopsis
Una comedia dramática sobre la vida de Emily Dickinson como escritora, sus intentos de publicarse y su lado vivaz e irreverente que se ocultó durante años, sobre todo, su relación romántica de por vida con otra mujer, disipando el mito de que ella era una reclusa no amada de una vez por todas. 

## Reparto
- Molly Shannon como Emily adulta. 
  - Dana Melanie como Emily joven.
- Amy Seimetz como Mabel.
- Susan Ziegler como Susan adulta. 
  - Sasha Frolova como Susan joven.
- Brett Gelman como Higginson.
- Jackie Monahan como Lavina adulta. 
  - Margot Kistler como Lavina joven.
- Kevin Seal como adulto Austin. 
  - John Peña Griswold como Austin joven.
- Lisa Haas como Maggie.
- Casper Andreas como Joseph Lyman.
- Allison Lane como La Viuda Kate.
- Robert McCaskill como Ralph Waldo Emerson.
- David Albiero como David Peck Todd.
- Al Sutton[2]
- Stella Castaño

## Producción
Wild Nights with Emily se interpretó originalmente como una obra de teatro en el WOW Café de Nueva York en 1999, y también fue producida por el Caffeine Theatre de Chicago en 2010, así como en Boston y Alaska. Cuando estaba en la universidad, Olnek solía decir que aspiraba a ser "la Emily Dickinson de la comedia" debido a la concepción en el momento en que Dickinon había sido miserable, pero más tarde descubrió que Dickinson era realmente divertida. Olnek se inspiró para hacer la película cuando leyó un artículo sobre cómo las nuevas investigaciones estaban cambiando las percepciones de las figuras históricas, y que describía cómo Dickinson había tenido un romance con la esposa de su hermano, en contra de las concepciones populares de la vida y personalidad de Dickinson. La investigación de la película contó con el apoyo de Harvard University Press y la Fundación Guggenheim.
Olnek conocía a muchos de los actores de la película por haber trabajado con ellos en el pasado. Asistió a la Universidad de Nueva York con Molly Shannon, y dirigió una actuación con Shannon para la cual creó el personaje Mary Katherine Gallagher. Todos estos años, Olnek decidió esperar a trabajar con Shannon nuevamente hasta que ella tuviera una historia con suficiente "profundidad y escala", y Shannon se sorprendió de que se le preguntara porque Emily Dickinson no es el tipo de papel que Hollywood normalmente le ofrecería. Olnek originalmente conoció a Amy Seimetz en varios festivales de cine y siempre quiso trabajar con ella, y Brett Gelman fue recomendado por Shannon.
Una versión preliminar de la película ganó el premio "US in Progress" en el Festival de Cine de Champs-Élysées, que incluye un premio de 50.000 € para postproducción y promoción.
Olnek ha acreditado a Drunk History como una inspiración para el tono de la película. Ella pensó que era importante incluir la comedia porque se ha dado cuenta de que "a algunas personas no les gusta que se les enseñe sobre el feminismo"

## Estreno
La película se estrenó en el festival de cine SXSW. Greenwich Entertainment adquirió los derechos de distribución en noviembre de 2018 y se estrenó en cines el 12 de abril de 2019.